# Tatakan
Tatakan (ros. Татакан) – osiedle przy stacji w południowo-wschodniej Rosji, terytorialnie i administracyjnie należące do rejonu archarinskiego, w obwodzie amurskim. 
Według danych ze spisu z 2016 roku osiedle zamieszkiwało 85 mieszkańców. 